# Miroslav Sedláček
Miroslav Sedláček (* 19. května 1956) je český autor a editor odborné a populárně vědecké literatury, scenárista, režisér a pedagog.

## Životopis
Absolvoval gymnázium J. A. Komenského v Uherském Brodě, vystudoval fyziku na Univerzitě J. E. Purkyně v Brně (1980), doktorát získal tamtéž (1981). Od střední školy soukromě studoval filosofii a historii vědy u Pavla Flosse, Karla Flosse, astronomii na brněnské hvězdárně u Zdeňka Mikuláška a Zdeňka Pokorného, v Astronomickém ústavu Akademie věd ČSSR u Vladimíra Gutha a Zdeňka Horského. Od 70. let 20. století byl zván do bytových seminářů bratří Flossů v Uherském Brodě a Olomouci, v 80. letech je sám pořádal v Brně. V téže době převzal po Mirkovi Kováříkovi vedení večerů "nezavedených" autorů v Brně (Klub Křenová, VŠ klub, bytová divadla). Literární práce publikoval od 70. let 20. století časopisecky (také v Polsku, ve spolupráci s Jerzy Płutou, překladatelem Bohumila Hrabala) i knižně, zčásti v samizdatu.
Od středoškolských let se věnoval přírodním vědám, jejich historii a popularizaci, posléze i v zaměstnání v deníku Lidová demokracie, externě více než 30 let v Českém rozhlase, interně i externě v České televizi jako scenárista a režisér dokumentů a naučných pořadů. Byl spoluautorem a editorem 12 ze 14 svazků encyklopedické ediční řady Chráněná území ČR, prvního kompletního přehledu chráněné přírody v ČR (1999–2007).
Ve druhé polovině 90. let 20. století byl autorem první Koncepce environmentální výchovy města Brna. Je spoluautorem Koncepce environmentální výchovy Středočeského kraje. Od roku 1999 působil ve spolku SOLITON.CZ, nyní Soliton-team. Pracoval, působil a publikoval kromě ČR také na Slovensku, v Polsku, na východní Sibiři, ve Vídni, v Itálii a v Bosně, natáčel pro Radio Free Europe/Radio Liberty. Je členem Jednoty českých matematiků a fyziků, České astronomické společnosti, České společnosti vědecké kinematografie a The New York Academy of Sciences. V roce 2014 obdržel Cenu Slovenského rozhlasu a televize za videodokument Mendel, Vavilov a Brno. Vedle tvůrčí práce se od svých 15 let věnuje individuální výuce matematiky a astronomie.
Je zařazen do seznamu Národních autorit, který vede Národní knihovna ČR. V záležitostech autorských práv je zastupován agenturou DILIA.

## Dílo (výběr)

### Monografie
- Ústecko. In: Mackovčin P. a Sedláček M. (eds.): Chráněná území ČR, svazek I., 350 pp.
- Zlínsko. In: Mackovčin P. a Sedláček M. (eds.): Chráněná území ČR, svazek II., 374 pp.
- Liberecko. In: Mackovčin P. a Sedláček M. (eds.): Chráněná území ČR, svazek III., 331 pp.
- Pardubicko. In: Mackovčin P. a Sedláček M. (eds.): Chráněná území ČR, svazek IV., 316 pp.
- Královéhradecko. In: Mackovčin P. a Sedláček M. (eds.): Chráněná území ČR, svazek V., 409 pp.
- Olomoucko. In: Mackovčin P. a Sedláček M. (eds.): Chráněná území ČR, svazek VI., 454 pp.
- Jihlavsko. In: Mackovčin P. a Sedláček M. (eds.): Chráněná území ČR, svazek VII., 528 pp.
- Českobudějovicko. In: Mackovčin P. a Sedláček M. (eds.): Chráněná území ČR, svazek VIII., 808 pp.
- Brněnsko. In: Mackovčin P. a Sedláček M. (eds.): Chráněná území ČR, svazek IX., 932 pp.
- Ostravsko. In: Mackovčin P. a Sedláček M. (eds.): Chráněná území ČR, svazek X., 456 pp.
- Plzeňsko a Karlovarsko. In: Mackovčin P. a Sedláček M. (eds.): Chráněná území ČR, svazek XI., 588 pp.
- Jeskyně.In: Mackovčin P. a Sedláček M. (eds.): Chráněná území ČR, svazek XIV., 608 pp.

a dalších cca 60 odvozených titulů v edici Chráněná území ČR.

### Další knižní publikace
- Koupilová, V., Sedláček, M.: Národnostní menšiny a jejich sdružení v Jihomoravském kraji 2005. Krajský úřad JMK, Brno 2005. ISBN 80-239-6381-3
- Sedláček M.: Obecná porada o nápravě věcí lidských – výběr z díla J. A. Komenského. SOLITON.CZ, 2007, ISBN 978-80-239-8919-9
- Kopecký J., Sedláček M. a kol.: Šlapanice 1990–2010. 264 pp. SOLITON.CZ, 2010. ISBN 978-80-904059-8-1
- Salaš P., Rygl L., Sedláček M., Lužný J.: Mendel, Vavilov a Brno, Mendelova univerzita v Brně, Lednice 2014, ISBN 978-80-7375-951-3
- Sedláček M., Machová A.: Česko-ukrajinský a ukrajinsko-český slovníček matematiky pro 6.-9. ročník českých ZŠ; SOLITON-team, 2020, ISBN 978-80-87621-16-5
- Sedláček M., Ševčenko, Andrij A.: Česko-ukrajinský a ukrajinsko-český slovník pro zdravotnické školy; SOLITON-team, 2022; ISBN 978-80-87621-17-2

### Audio-video
- Cca 150 pořadů, převážně pro Českou televizi.
- Sladký, P., Sedláček, M., Hudec, K.: Obrazovo-zvukový atlas ptáků jižní Moravy (CD-ROM), SOLITON.CZ, 2011, ISBN 978-80-904785-1-0
- Antonín Stříž – medailón výtvarníka,
- Ivan Kuhlheim – medailón malíře
- Aj, stojím u dveří a tluku – tvorba řezbáře Jiřího Netíka
- Valešův betlém – unikátní pohyblivý betlém Jiřího Valeše z Liberecka
- Toxiny sinic a Čistá Svratka

Výstavy (libreta, realizace) - výběr
- Chráněná příroda města Brna (putovní výstava od 2007)
- Ptáci a krajina jižní Moravy (ozvučená putovní výstava od 2011)
- Ptáci v životní velikosti (ozvučená putovní výstava od 2018)
- Barevný svět motýlů (putovní výstava od 2019)

## Ocenění (výběr)
- 2014 Mezinárodní filmový festival AGROFILM – Cena veřejnoprávního Rozhlasu a TV Slovenska za scénář a režii pořadu Mendel, Vavilov a Brno (s doc. P. Salašem a Ing. L. Ryglem z Mendelovy univerzity v Brně);
- 2004 Nejkrásnější kniha roku (z edice Chráněná území ČR)
- 1988 Čestné uznání Academia film Olomouc